# Leonardo Ulloa
Leonardo Ulloa (General Roca, 26 luglio 1986) è un ex calciatore argentino, di ruolo attaccante.

## Carriera

### Club
Prima di trasferirsi al Castellón, nel 2008, vince la Copa Sudamericana 2007 con la maglia dell'Arsenal Sarandì.
Nel 2010 viene acquistato dall'Almería, club con cui è retrocesso al termine della stagione 2010-2011. L'anno successivo, in Segunda Division, si è aggiudicato il titolo di capocannoniere con 28 reti.
Nel gennaio del 2013 si trasferisce al Brighton & Hove Albion, in Inghilterra.
Il 22 luglio 2014 viene acquistato dal Leicester City, compagine neopromossa in Premier League.Nella prima stagione dà un importante contributo alla salvezza del club con 37 presenze e 11 gol. Nella stagione 2015-16 trova meno spazio da titolare, ma si rende molto importante soprattutto con il suo apporto nel finale di campionato. Segna il primo gol stagionale il 21 novembre 2015 contro il Newcastle in trasferta. Il 24 aprile 2016 segna una doppietta nella vittoria per 4 a 0 contro lo Swansea City al King Power Stadium.
Il 2 maggio 2016 il Leicester - complice il pareggio ottenuto dal Tottenham contro il Chelsea - si laurea campione d'Inghilterra per la prima volta nella storia.
Il 29 gennaio 2018, a distanza di tre anni e mezzo dall'ultima esperienza, il Brighton & Hove Albion annuncia il ritorno in prestito fino al termine della stagione dell'attaccante argentino proveniente dal Leicester City.

## Statistiche

### Presenze e reti nei club
Statistiche aggiornate al 4 maggio 2021
| Stagione               | Squadra                | Campionato             | Campionato | Campionato | Coppe nazionali | Coppe nazionali | Coppe nazionali | Coppe internazionali | Coppe internazionali | Coppe internazionali | Altre coppe | Altre coppe | Altre coppe | Totale | Totale |
| Stagione               | Squadra                | Comp                   | Pres       | Reti       | Comp            | Pres            | Reti            | Comp                 | Pres                 | Reti                 | Comp        | Pres        | Reti        | Pres   | Reti   |
| ---------------------- | ---------------------- | ---------------------- | ---------- | ---------- | --------------- | --------------- | --------------- | -------------------- | -------------------- | -------------------- | ----------- | ----------- | ----------- | ------ | ------ |
| 2008-2009              | Castellón              | SD                     | 40         | 15         | CR              | 0               | 0               | -                    | -                    | -                    | -           | -           | -           | 40     | 15     |
| 2009-2010              | Castellón              | SD                     | 38         | 15         | CR              | 1               | 0               | -                    | -                    | -                    | -           | -           | -           | 39     | 15     |
| Totale Castellón       | Totale Castellón       | Totale Castellón       | 78         | 30         |                 | 1               | 0               |                      | -                    | -                    |             | -           | -           | 79     | 30     |
| 2010-2011              | Almería                | PD                     | 34         | 7          | CR              | 6               | 6               | -                    | -                    | -                    | -           | -           | -           | 40     | 13     |
| 2011-2012              | Almería                | SD                     | 38         | 28         | CR              | 2               | 1               | -                    | -                    | -                    | -           | -           | -           | 40     | 29     |
| 2012-gen. 2013         | Almería                | SD                     | 18         | 4          | CR              | 4               | 2               | -                    | -                    | -                    | -           | -           | -           | 22     | 6      |
| Totale Almería         | Totale Almería         | Totale Almería         | 90         | 39         |                 | 12              | 9               |                      | -                    | -                    |             | -           | -           | 102    | 48     |
| gen.-giu. 2013         | Brighton               | FLC                    | 17+2       | 9          | FACup+CdL       | 1+0             | 1+0             | -                    | -                    | -                    | -           | -           | -           | 20     | 10     |
| 2013-2014              | Brighton               | FLC                    | 33+2       | 14         | FACup+CdL       | 2+1             | 2+0             | -                    | -                    | -                    | -           | -           | -           | 38     | 16     |
| 2014-2015              | Leicester City         | PL                     | 37         | 11         | FACup+CdL       | 3+0             | 2+0             | -                    | -                    | -                    | -           | -           | -           | 40     | 13     |
| 2015-2016              | Leicester City         | PL                     | 29         | 6          | FACup+CdL       | 2+1             | 0               | -                    | -                    | -                    | -           | -           | -           | 32     | 6      |
| 2016-2017              | Leicester City         | PL                     | 16         | 1          | FA+Cdl          | 1+1             | 0               | UCL                  | 4                    | 0                    | SC          | 1           | 0           | 23     | 1      |
| 2017-gen.2018          | Leicester City         | PL                     | 4          | 0          | FACup+CdL       | 0+2             | 0+0             | -                    | -                    | -                    | -           | -           | -           | 6      | 0      |
| Totale Leicester       | Totale Leicester       | Totale Leicester       | 85         | 18         |                 | 10              | 2               |                      | 4                    | 0                    |             | 1           | 0           | 101    | 20     |
| gen.-giu.2018          | Brighton               | PL                     | 10         | 1          | FACup+CdL       | 2+0             | 1+0             | -                    | -                    | -                    | -           | -           | -           | 12     | 2      |
| Totale Brighton & Hove | Totale Brighton & Hove | Totale Brighton & Hove | 60+4       | 24         |                 | 6               | 4               |                      | -                    | -                    |             | -           | -           | 70     | 28     |
| 2018-2019              | Pachuca                | LMX                    | 25         | 8          | CM              | 7               | 6               | -                    | -                    | -                    | -           | -           | -           | 32     | 14     |
| ago.2019               | Pachuca                | LMX                    | 3          | 0          | CM              | 1               | 1               | -                    | -                    | -                    | -           | -           | -           | 4      | 1      |
| Totale Pachuca         | Totale Pachuca         | Totale Pachuca         | 28         | 8          |                 | 8               | 7               |                      | -                    | -                    |             | -           | -           | 36     | 15     |
| 2019-2020              | Rayo Vallecano         | SD                     | 17         | 6          | CR              | 2               | 0               | -                    | -                    | -                    | -           | -           | -           | 19     | 6      |
| 2020-2021              | Rayo Vallecano         | SD                     | 12         | 0          | CR              | 1               | 0               | -                    | -                    | -                    | -           | -           | -           | 13     | 0      |
| Totale Rayo Vallecano  | Totale Rayo Vallecano  | Totale Rayo Vallecano  | 29         | 6          |                 | 3               | 0               |                      | -                    | -                    |             | -           | -           | 32     | 6      |
| Totale carriera        | Totale carriera        | Totale carriera        | 375        | 125        |                 | 40              | 22              |                      | 4                    | 0                    |             | 1           | 0           | 420    | 147    |

## Palmarès

### Club

#### Competizioni nazionali
- Campionato argentino: 1

San Lorenzo: Clausura 2007
- Campionato inglese: 1

Leicester: 2015-2016

#### Competizioni internazionali
- Coppa Sudamericana: 1

Arsenal Sarandì: 2007